# Tylois mirabilis
Tylois mirabilis är en skalbaggsart som beskrevs av Schmidt 1893. Tylois mirabilis ingår i släktet Tylois och familjen stumpbaggar. Inga underarter finns listade i Catalogue of Life.